# Episodi di Outlander (seconda stagione)
La seconda stagione della serie televisiva Outlander, composta da 13 episodi, è stata trasmessa sul canale statunitense Starz dal 9 aprile al 9 luglio 2016.
In Italia, la stagione è andata in onda sul canale satellitare Fox Life dal 9 giugno al 25 agosto 2016.
Il cast principale di questa stagione è formato da: Caitríona Balfe, Sam Heughan, Tobias Menzies, Duncan Lacroix, Stanley Weber, Andrew Gower, Rosie Day, Dominique Pinon, Simon Callow, Frances de la Tour, Gary Lewis, Nell Hudson, Laura Donnelly, Steven Cree, Clive Russell, Graham McTavish, Stephen Walters, Grant O'Rourke, Lotte Verbeek, Richard Rankin, Sophie Skelton.
| nº | Titolo originale                  | Titolo italiano                  | Prima TV USA   | Prima TV Italia |
| -- | --------------------------------- | -------------------------------- | -------------- | --------------- |
| 1  | Through a Glass, Darkly           | L'oscuro riflesso dello specchio | 9 aprile 2016  | 9 giugno 2016   |
| 2  | Not in Scotland Anymore           | Alla corte di Re Luigi           | 16 aprile 2016 | 16 giugno 2016  |
| 3  | Useful Occupations and Deceptions | Utili occupazioni e sotterfugi   | 23 aprile 2016 | 23 giugno 2016  |
| 4  | La Dame Blanche                   | La Dame Blanche                  | 30 aprile 2016 | 30 giugno 2016  |
| 5  | Untimely Resurrection             | Resurrezioni inopportune         | 7 maggio 2016  | 7 luglio 2016   |
| 6  | Best Laid Schemes...              | La promessa infranta             | 14 maggio 2016 | 14 luglio 2016  |
| 7  | Faith                             | Faith                            | 21 maggio 2016 | 21 luglio 2016  |
| 8  | The Fox's Lair                    | La tana della volpe              | 28 maggio 2016 | 28 luglio 2016  |
| 9  | Je Suis Prest                     | Je Suis Prest                    | 4 giugno 2016  | 4 agosto 2016   |
| 10 | Prestonpans                       | Prestonpans                      | 11 giugno 2016 | 11 agosto 2016  |
| 11 | Vengeance Is Mine                 | La vendetta è mia                | 18 giugno 2016 | 11 agosto 2016  |
| 12 | The Hail Mary                     | L'Ave Maria                      | 25 giugno 2016 | 18 agosto 2016  |
| 13 | Dragonfly in Amber                | L'amuleto d'ambra                | 9 luglio 2016  | 25 agosto 2016  |

## L'oscuro riflesso dello specchio
- Titolo originale: Through a Glass, Darkly
- Diretto da: Metin Hüseyin
- Scritto da: Ronald D. Moore

### Trama
Claire si ritrova con suo grande dispiacere nuovamente nel 1948 vicino al cerchio di pietre di Craigh Na Dun. Soccorsa da un automobilista, viene portata all'ospedale di Inverness, dove viene curata e dove incontra il marito Frank Randall. I due si trasferiscono poi presso l'abitazione del reverendo Wakefield, dove la donna racconta al marito tutto quello che le è capitato negli ultimi due anni, da quando è stata portata indietro nel tempo al XVIII secolo, confessandogli di essere innamorata di Jamie Fraser, ormai morto da circa due secoli, e di aspettare un figlio da lui. Frank è dapprima sconvolto per la gravidanza di Claire, poi, consigliato dal reverendo Wakefield, accetta di farsi carico della moglie e del figlio, e i due trovano un accordo per il futuro. Poiché a Frank è stata offerta una cattedra all'università di Harvard a Boston, la coppia parte per gli Stati Uniti. All'arrivo, quando Claire scende la scaletta dell'aereo, l'azione si sposta nel 1745, con la donna che scende l'ultimo gradino della passerella della nave che l'ha portata con Jamie a Le Havre.
Tutta l'attenzione di Jamie e Claire è concentrata ad evitare la sconfitta scozzese nella battaglia dell'aprile del 1746 a Culloden, a seguito della quale gli inglesi, per vendetta, distrussero la cultura delle Highlands scozzesi. Il loro obiettivo è quindi fermare l'insurrezione giacobita in Francia prima che il giovane pretendente Carlo Stuart salpi per la Scozia. Per scoprire dove i giacobiti si procurino i soldi e le armi, e bloccare i loro piani, incontrano Jared, cugino di Jamie, che fa loro conoscere i capi giacobiti prima di partire per le Indie Occidentali e lasciare a Jamie la gestione dei suoi affari in Francia e la casa di Parigi.
Mentre Claire sta facendo una passeggiata al porto, arriva una nave dalla quale sbarcano due malati gravi. La donna riconosce subito i sintomi del vaiolo, dal quale lei è immune in quanto vaccinata, e le autorità portuali fanno bruciare la nave con tutto il suo carico. Il Conte di Saint-Germain, proprietario della nave, giura che si vendicherà di Jamie e Claire per i soldi persi.
- Durata: 59 minuti
- Guest star: James Fleet (Reverendo Reginald Wakefield), Tracey Wilkinson (Signora Graham), Rory Burns (Roger Wakefield), Robert Cavanah (Jared Fraser), Sandy Welch (Dottor Edwards), Stephen Docherty (Autista scozzese), Morven Macbeth (Infermiera), John Scougall (Fotografo), Fabien Lucciarini (Capitano della Patagonia), Christian Perez (Ufficiale di porto).
- Ascolti USA: telespettatori 1 457 000 – rating 18-49 anni 0,4%[3]

## Alla corte di Re Luigi
- Titolo originale: Not in Scotland Anymore
- Diretto da: Metin Hüseyin
- Scritto da: Ira Steven Behr

### Trama
Nel 1744 Claire e Jamie si sono stabiliti a Parigi, lavorando come copertura per il cugino Jared ma in realtà cercando di sventare la rivolta Giacobita. Jared organizza per Jamie un incontro con il Principe Carlo Stuart in persona, ma Jamie non riesce a dissuaderlo dalla corsa al trono Inglese per suo padre. Claire riesce ad ottenere un invito al Palazzo di Versailles, dove spera di incontrare Re Luigi XV di Francia e impedirgli di finanziare la causa degli Stuart. I Frasers fanno colpo e vengono ricongiunti al Duca di Sandringham. Claire è sconvolta dall'apprendere che Randall è ancora vivo e non è sicura di dirlo a Jamie.
- Durata: 58 minuti
- Guest star: Claire Sermonne (Louise de Rohan), Marc Duret (Duverney), Lionel Lingelser (Re Luigi XV), Laurence Dobiesz (Alex Randall), Margaux Châtelier (Annalise de Marillac), Michèle Belgrand-Hodgson (Madame Elise), Adrienne-Marie Zitt (Suzette), Robbie McIntosh (Magnus), Marième Diouf (Delphine), Robbie Telfer (Toelettatore), Kola Krauze (Curato della casa), Sarah MacGillivray (Prima "moglie"), Natalie Spence (Seconda "moglie"), Amy Drummond (Terza "moglie"), John-Christian Bateman (Consigliere), John Mawson (Nobiluomo 2), Marcello Walton (Nobiluomo 3), Anna Marie Cseh (Nobildonna 1), Katharine Gwen (Nobildonna 2).
- Ascolti USA: telespettatori 1 237 000 – rating 18-49 anni 0,2%[4]

## Utili occupazioni e sotterfugi
- Titolo originale: Useful Occupations and Deceptions
- Diretto da: Metin Hüseyin
- Scritto da: Anne Kenney

### Trama
Jamie prosegue con il piano di impedire la ribellione del popolo delle Highlands. Di giorno, oltre a dover portare a termine i suoi doveri per il commercio di vino di suo cugino, intrattiene relazioni amichevoli e di carattere politico con il ministro delle finanze francesi, Monsieur Duverney. Di notte si ritrova a dover ascoltare le lamentale del Principe Charles Stuart (Figlio del Re pretendente al trono) per non aver ancora avuto la possibilità di incontrare il suddetto Ministro.
Nel frattempo Claire si rende conto di non poter aiutare granché Jamie nei suoi incontri e, sentendosi inutile, inizia a frequentare l'Hôpital des Anges come volontaria per mettere al servizio del prossimo le sue capacità di infermiera. È proprio presso questa istituzione benefica che incontra Madre Hildegard, la direttrice, appassionata di musica classica.
Claire confessa a Murtagh di aver scoperto che Black Jack Randall è vivo. Murtagh consiglia a Claire di non rivelare a Jamie questa informazione, poiché sebbene stia vivendo nella menzogna, lo sta facendo per salvargli la vita. Infatti se Jamie lo sapesse probabilmente partirebbe per la Scozia in cerca di vendetta con ancora una taglia sulla sua testa.
Nella speranza che Monsieur Duverney riesca a fiutare un pessimo affare quando ci sbatte il naso, Jamie organizza l'incontro tra lui e il Principe Charles. L'incontro non va come Jamie si aspetta: il Principe Charles rivela per la prima volta davanti a Jamie di possedere già altri importanti finanziatori nel Regno Unito e promette a Duverney un'alleanza Inghilterra - Francia che cambierebbe il mondo. Il ministro delle finanze chiede prove dei finanziatori e si considera impegnato a presentare l'affare al Re di Francia.
Jamie rientra a casa consapevole di aver fallito questa prima battaglia. Cerca sua moglie per decidere il da farsi e per essere confortato ma Claire trascorre tutta la notte e tutto il giorno successivo all'Hôpital des Anges. Al suo rientro a casa, si rende conto che suo marito non è poi tanto felice come lei si aspettava sarebbe stato e discutono. Jamie sostiene che il suo nuovo impegno oltre ad essere pericoloso per il bambino, occupa Claire più del necessario togliendole tempo nel suo ruolo di moglie. Vorrebbe che sua moglie fosse presente quando lui ne ha bisogno, soprattutto in un progetto tanto delicato e pericoloso. Le ricorda che il motivo per cui si trovano a Parigi è sabotare la ribellione, e il lavoro caritatevole di Claire non è di aiuto alla causa.
Dal suo canto Claire sostiene che, nonostante le dispiaccia che tutto il peso del piano di sabotaggio sia ricaduto sulle spalle di suo marito, in realtà non sono molte le cose che può fare per aiutarlo: certamente non può accompagnarlo a Versailles nei suoi incontri pomeridiani con Monsieur Duverney e sicuramente non può accompagnarlo durante le sue serate con il Principe Charles al bordello Maison Elise. Sostiene di aver necessità di sentire un senso di appagamento e uno scopo nella vita.
Jamie non accetta il nuovo impegno di Claire e la tiene a distanza. Durante la notte, al bordello mentre beve infelice sorprende un bambino, servo presso Maison Elise, a rubare ai facoltosi clienti; Pensando che possa essergli di aiuto lo avvicina e gli propone un lavoro.
Il bambino, di nome Fergus, viene portato a casa di Jamie, lavato, vestito e gli viene chiesto di rubare la corrispondenza del principe Charles, consegnarla a Jamie in modo che la ricopi, e poi rimetterla al suo posto prima che il principe se ne accorga. Così accade fino al momento in cui Jamie si rende conto che la corrispondenza è totalmente in codice e che spesso i codici gli sono indecifrabili poiché in linguaggio musicale.
Murtagh suggerisce a Jamie di recarsi presso l'Hôpital des Anges poiché sua moglie negli ultimi tempi si è fatta un'amica che può aiutarli a decifrare il messaggio. Jamie vi si reca e con l'appoggio di Claire convince Madre Hildegard ad aiutarli con lo spartito.
Con l'aiuto di Madre Hildegard finalmente riescono a decifrare il messaggio ricevuto dal Principe Charles nel quale si informa il principe del successo ottenuto nei negoziati con gli alleati inglesi che vogliono contribuire alla causa e che 40.000 sterline saranno messe a disposizione. La persona che scrive il messaggio informa il principe del suo arrivo a Parigi per la fine del mese per poi firmarsi con una “S”.
Jamie, Claire e Murtagh sono consapevoli che una tale somma di denaro non è sufficiente a finanziare un'intera guerra, ma sanno anche che può bastare a convincere il Re di Francia e Monsieur Duverney che i Giacobiti hanno qualche possibilità di successo. Intuiscono che il mittente della lettera è il Duca di Sandringham e capiscono che il Duca sta puntando su entrambe le parti: I giacobiti e l'esercito inglese, contro e a favore della restaurazione degli Stuart al trono.
Claire e Jamie sanno che se riuscissero a convincere il Duca di Sandringham che investire a favore della restaurazione degli Stuart è un pessimo affare, potrebbero riuscire ad impedire che la ribellione si realizzi e quindi a salvare gli scozzesi dall'eventualità che la loro cultura, lingua, tradizioni vengano sterminate dall'esercito inglese per sempre.
Ma appena Claire e Murtagh si rendono conto che Jamie dovrà incontrare il Duca di Sandringham, sanno che il loro piccolo segreto su Randall sta per essere rivelato.
- Durata: 56 minuti
- Guest star: Claire Sermonne (Louise de Rohan), Marc Duret (Duverney), Romann Berrux (Fergus), Audrey Brisson (Sorella Angelique), Adrienne-Marie Zitt (Suzette), Robbie McIntosh (Magnus), Michèle Belgrand-Hodgson (Madame Elise), Marième Diouf (Delphine), Seylan Baxter (Paziente donna), Grace Calder (Signora dipinta).
- Ascolti USA: telespettatori 1 212 000 – rating 18-49 anni 0,3%[5]

## La Dame Blanche
- Titolo originale: La Dame Blanche
- Diretto da: Douglas Mackinnon
- Scritto da: Toni Graphia

### Trama
Claire rivela finalmente a Jamie che Randall è vivo e la possibilità di vendicarsi rinvigorisce il giovane. Claire sospetta che il Conte di Saint-Germain sia il responsabile di un attentato alla sua vita, essendo stata vittima di quello che la donna ritiene essere  un tentato avvelenamento da parte del Conte. Nel frattempo, lei e Jamie organizzano una grande cena durante la quale sperano di poter mettere in cattiva luce il principe Carlo e la sua causa agli occhi del Duca, con l'obiettivo di evitare che la missione giacobita venga appoggiata da quest'ultimo. Claire si reca, come ormai d'abitudine, all'ospedale dove opera come volontaria. A causa di un inconveniente alla loro carrozza, Claire, in compagnia della giovane Mary Hawkins e scortate da  Murtagh, si vedono costretti a fare rientro a casa a piedi. Tuttavia, lungo la via del ritorno, vengono aggrediti da un gruppo di banditi e Mary viene violentata. I banditi, però, riconoscono Claire come la Dame Blanche, figura associata a quella di una strega (una strega buona in realtà, ma da alcuni scambiata erroneamente per una strega che pratica magia oscura e che, dunque, desta timore). Per questa ragione, spaventati, scappano via, permettendo ai tre di proseguire sul loro cammino. Una volta giunti a casa, la cena procede come pianificato e Mary viene portata di nascosto ai piani superiori, mentre Claire si unisce agli invitati. Tutto procede come previsto, fino a quando un malinteso scatena una rissa in cui interverranno addirittura i gendarmi. Il Principe viene inviato dal Conte a lasciare la casa, e così se ne vanno via insieme.
- Durata: 57 minuti
- Guest star: Claire Sermonne (Louise de Rohan), Marc Duret (Duverney), Romann Berrux (Fergus), Laurence Dobiesz (Alex Randall), Adrienne-Marie Zitt (Suzette), Robbie McIntosh (Magnus), Niall Greig Fulton (Monsignor Forez), Marième Diouf (Delphine), Gaia Weiss (Contessa St. Germain), Howard Corlett (Jules de Rohan), Siôn Tudor Owen (Silas Hawkins), Ian Bustard (Visconte Marigny), Andrea Dolente (Danton), Herbert Forthuber (Generale D'Arbanville), Amani Zardoe (Cortigiana 1), Laura Galley (Cortigiana 2), Paul Lacoux (Monsignor Flèche).
- Ascolti USA: telespettatori 1 165 000 – rating 18-49 anni 0,2%[6]

## Resurrezioni inopportune
- Titolo originale: Untimely Resurrection
- Diretto da: Douglas Mackinnon
- Scritto da: Richard Kahan

### Trama
La cena disastrosa ha effettivamente scoraggiato l'investimento del Duca sul Principe Carlo, ma questi ne trova un sostituto nel nemico di Jamie, il Conte di Saint-Germain. Il Principe Carlo mette in affari Jamie e Saint-Germain, con loro rammarico. Cercando di preservare la discendenza di Frank, Claire sabota la relazione che sta sbocciando tra Mary Hawkins ed Alex Randall, convinta che debba essere il fratello di questi a sposare un giorno la ragazza. È proprio Randall a comparire improvvisamente a Versailles e Jamie lo sfida quindi a duello. Jamie si adira molto quando Claire lo costringe a giurare che non farà del male a Randall fino all'anno successivo, data del concepimento del bambino con Mary, il diretto ascendente di Frank stesso.
- Durata: 50 minuti
- Guest star: Lionel Lingelser (Re Luigi XV), Romann Berrux (Fergus), Laurence Dobiesz (Alex Randall), Margaux Châtelier (Annalise de Marillac), Michèle Belgrand-Hodgson (Madame Elise), Robbie McIntosh (Magnus), David Goodall (Caposquadra).
- Ascolti USA: telespettatori 1 129 000 – rating 18-49 anni 0,2%[7]

## La promessa infranta
- Titolo originale: Best Laid Schemes...
- Diretto da: Metin Hüseyin
- Scritto da: Matthew B. Roberts

### Trama
Jamie racconta a Murtagh la verità sulla storia di Claire e l'uomo gli crede, rimproverandolo solo di aver aspettato così tanto tempo per rivelargli la realtà dei fatti. Murtagh comprendere dunque la ragione del loro ostinato tentativo di mandare in fumo i piani di Carlo. Nel frattempo, Claire usa le sue conoscenze mediche per provocare sintomi simili a quelli del vaiolo sugli uomini di Saint-Germain. L'obiettivo è fare sì che il carico, che procurerebbe gli incassi per i Giacobiti, venga distrutto. Tuttavia, il piano fallisce, così Jamie e Murtagh organizzano un'imboscata per rubare il carico di vino del Conte, distruggendo le speranze di Carlo. Claire, dopo ore di lavoro all'ospedale, viene invitata a rimanere a dormire lì da madre Hildegard, così da evitare di aggirarsi per le strade durante la notte. Quando rientra a casa, la mattina successiva, scopre tramite un biglietto lasciatole da Jamie, che il marito ha deciso di duellare con Randall. Claire, preoccupata, si precipita sul luogo dell'incontro e arriva  giusto in tempo per vederli duellare. Jamie colpisce Randall, ma è proprio in quel momento che giungono i gendarmi per arrestarli. Claire, incinta, collassa, sanguinando copiosamente.
- Durata: 51 minuti
- Guest star: Romann Berrux (Fergus), Niall Greig Fulton (Monsignor Forez), Claire Sermonne (Louise de Rohan), Robbie McIntosh (Magnus), Adrienne-Marie Zitt (Suzette), David Goodall (Caposquadra), Scarlett Mack (Toinette), Michèle Belgrand-Hodgson (Madame Elise).
- Ascolti USA: telespettatori 1 027 000 – rating 18-49 anni 0,2%[8]

## Faith
- Titolo originale: Faith
- Diretto da: Metin Hüseyin
- Scritto da: Toni Graphia

### Trama
La bambina di Claire e Jamie è nata morta e Claire, distrutta dal dolore fisico e morale, muore quasi di febbre. Mentre Jamie è tenuto nella prigione della Bastille, Claire scopre il motivo per cui egli ha duellato con Randall, nonostante la promessa fattale: Jamie ha sorpreso il capitano Inglese mentre stava cercando di violentare Fergus. Claire decide quindi di cercare di ottenere la grazia del re, che la costringe a decidere il destino di Mastro Raymond e del Conte Saint-Germain, sospettati di stregoneria. Lei escogita un modo per cercare di salvare entrambi, ma Raymond capendo che il Re non si sarebbe accontentato senza morti, avvelena con un trucco il Conte. Infine Claire si presta ad un rapporto sessuale con il Re in cambio della libertà definitiva di Jamie, anche dalle autorità Inglesi. Quando egli torna a casa i due si riconciliano e fanno visita alla tomba della loro bimba, chiamata Faith, prima di ripartire per fare ritorno in Scozia finalmente.
- Durata: 63 minuti
- Guest star: Lionel Lingelser (Re Luigi XV), Romann Berrux (Fergus), Niall Greig Fulton (Monsignor Forez), Claire Sermonne (Louise de Rohan), Robbie McIntosh (Magnus), Adrienne-Marie Zitt (Suzette), Audrey Brisson (Sorella Angelique), Ilario Calvo (Padre Laurentin), Guillaume Lecomte (Gentiluomo della camera da letto), Michèle Belgrand-Hodgson (Madame Elise), Niamh Elwell (Brianna Fraser da bambina).
- Ascolti USA: telespettatori 1 099 000 – rating 18-49 anni 0,2%[9]

## La tana della volpe
- Titolo originale: The Fox's Lair
- Diretto da: Mike Barker
- Scritto da: Anne Kenney

### Trama
In Scozia, dopo un breve periodo di pace trascorso nell'ambiente familiare e felice di Lallybroch, Jamie si trova costretto a sostenere la rivolta Giacobita, ormai giunta alle porte. Lui e Claire cercano un appoggio militare dal nonno di lui, Lord Lovat, e si ricongiungono inaspettatamente a Colum e Laoghaire. Colum spera di scoraggiare la partecipazione dei maggiori clan, come quello di Lovat, alla rivolta, che è certo fallirà. Laoghaire implora Claire di perdonarla e più tardi accetta di aiutare lei e Jamie a manipolare il figlio di Lovat, che ha una chiara cotta per la giovane serva. Giocando su entrambi i fronti, Lovat promette la pace a Colum, ma invia al figlio partito con Jamie alcune truppe come rinforzi.
- Durata: 59 minuti
- Guest star: Maureen Beattie (Maisri), Romann Berrux (Fergus), Scott Kyle (Ross), Gregor Firth (Kincaid), James Parris (Simon Fraser), Margaret Fraser (Signora Crook), Jamie Kennedy (Rabbie McNab), Ross Mann (servitore al castello di Beaufort), Aaron Wright (Jamie Fraser Murray).
- Ascolti USA: telespettatori 1 059 000 – rating 18-49 anni 0,2%[10]

## Je Suis Prest
- Titolo originale: Je Suis Prest
- Diretto da: Philip John
- Scritto da: Matthew B. Roberts

### Trama
Claire e Jamie si ricongiungono con Angus, Rupert e Dougal. Mentre Jamie e Murtagh tentano di allenare gli uomini di Lovat, che sono solo semplici contadini per niente addestrati a combattere, l'accampamento militare ricorda a Claire le sue traumatiche esperienze durante la Seconda guerra mondiale. Più tardi lei e Jamie obbligheranno un esploratore Inglese, William Grey, a rivelare informazioni di vitale importanza riguardo all'esercito Inglese, ormai vicino.
- Durata: 55 minuti
- Guest star: Romann Berrux (Fergus), Scott Kyle (Ross), Gregor Firth (Kincaid), Oscar Kennedy (William Grey), Tyler Collins (soldato Lucas), Billy Griffin Jr. (caporale Grant), Paddy Wallace (G.I. trasandato), Ross Owen (highlander).
- Ascolti USA: telespettatori 938 000 – rating 18-49 anni 0,1%[11]

## Prestonpans
- Titolo originale: Prestonpans
- Diretto da: Philip John
- Scritto da: Ira Steven Behr

### Trama
Jamie e l'esercito Giacobita intraprendono la loro prima battaglia contro gli Inglesi a Prestonpans. Sorprendendo gli avversari nella nebbia mattutina, gli Highlanders ne escono vincitori, ma Angus muore poco dopo a causa di lesioni interne.
- Durata: 58 minuti
- Guest star: Romann Berrux (Fergus), Scott Kyle (Ross), Gregor Firth (Kincaid), Julian Wadham (Lord Generale George Murray), Gerard Horan (Quartiermastro John O'Sullivan), Jim Sweeney (Andrew MacDonald), Tom Brittney (Luogotenente Jeremy Foster), Alex Hope (Richard Anderson), Alice McMillan (Molly Cockburn), Bridget McCann (Alice McMurdo), Sarah Higgins (Allina Clerk), Magnus Sinding (Soldato britannico), Edward Kingham (Sentinella britannica), Tom Cox (Colonnello James Gardner), Ross Owen (highlander).
- Ascolti USA: telespettatori 819 000 – rating 18-49 anni 0,1%[12]

## La vendetta è mia
- Titolo originale: Vengeance Is Mine
- Diretto da: Mike Barker
- Scritto da: Diana Galbadon

### Trama
Quando Claire, Jamie e gli altri sono circondati dalle Giubbe rosse, Claire finge di essere un ostaggio Inglese così che Dougal possa negoziare la loro salvezza. Presa in custodia Claire si ritrova faccia a faccia con il Duca di Sandringham e Mary Hawkins, che si scopre esserne la figlioccia. Durante il suo soggiorno lì Claire riconosce anche il valletto di Sandringham, Danton, come uno degli uomini che avevano assalito lei e Mary a Parigi. Sandringham ha intenzione di attirare con l'inganno "Jamie il Rosso" per salvare Claire e consegnarli così  entrambi alle Giubbe rosse. Più avanti, Jamie and Murtagh entrano di soppiatto nel castello, anche grazie all'aiuto di Mary, la quale una volta appresa la sua identità, uccide Danton, mentre Murtagh decapita Sandringham, reale mandante, onorando la promessa fatta a Claire e Mary di vendicare la loro aggressione di Parigi.
- Durata: 55 minuti
- Guest star: Romann Berrux (Fergus), Scott Kyle (Ross), Julian Wadham (Lord Generale George Murray), Gerard Horan (Quartiermastro John O'Sullivan), Jim Sweeney (Andrew MacDonald), Simon Meacock (Hugh Munro), Robert Curtis (Luogotenente Barnes), Andrea Dolente (Danton), Mori Christian (paziente highlander), Zachary Robertson (ragazzo apprensivo), Joanne Gallagher (madre del ragazzo apprensivo), Scott Hoatson (corriere di Sandringham), Colin McCredie (contadino), Brendan Patricks (Capitano Claremont).
- Ascolti USA: telespettatori 864 000 – rating 18-49 anni 0,1%[13]

## L'Ave Maria
- Titolo originale: The Hail Mary
- Diretto da: Philip John
- Scritto da: Ira Steven Behr e Anne Kenney

### Trama
Claire incontra a Inverness Mary che sta curando l'innamorato Alex Randall, che è in fin di vita e che rimane il fratello buono del terribile capitano Randall. Anche il Capitano Jonathan Randall giunge al capezzale del fratello e si dispera per le sue condizioni. Chiede a Claire di aiutarlo almeno a non soffrire e Claire acconsente in cambio di una soffiata su dove si sia radunato l'esercito inglese. Jamie, informato, convince il consiglio degli Highlanders a sferrare un attacco a sorpresa al nemico inglese ma il tentativo sfuma e l'esercito scozzese si ritira: l'indomani si affronteranno nella brughiera di Culloden come previsto dal racconto di Claire sul futuro degli eventi e sulla futura sconfitta disastrosa per gli scozzesi.
Alex muore ma non prima di aver convinto il fratello Jonathan Randall a sposare Mary per tutelare il futuro della ragazza e del figlio che porta in grembo. 
Muore anche Colum MacKenzie non prima di chiedere a Jamie di diventare il nuovo capo alla sua morte in attesa che il figlio Hamish diventi saggio e in grado di comandare il suo popolo. Dougal suo fratello è profondamente offeso della decisione anche perché il figlio è biologicamente suo.
- Durata: 59 minuti
- Guest star: Laurence Dobiesz (Alex Randall), Romann Berrux (Fergus), Scott Kyle (Ross), Julian Wadham (Lord Generale George Murray), Gerard Horan (Quartiermastro John O'Sullivan), Jim Sweeney (Andrew MacDonald), Sean Hay (Donald Cameron di Lochiel), Crawford Logan (ecclesiastico), Ben Clifford (speziale Clerk), Ross Owen (highlander).
- Ascolti USA: telespettatori 1 047 000 – rating 18-49 anni 0,1%[14]

## L'amuleto d'ambra
- Titolo originale: Dragonfly in Amber
- Diretto da: Philip John
- Scritto da: Toni Graphia e Matthew B. Roberts

### Trama
Nel 1968 Claire, ormai cinquantenne e rimasta vedova, va a trovare il figlio adottivo del Reverendo Wakefield, Roger, ad Inverness, proprio in occasione del funerale del Reverendo. Sua figlia Brianna, di vent'anni, stringe molta amicizia con Roger ed effettuando con il suo aiuto delle ricerche sul passato dei suoi genitori, scopre di non essere biologicamente figlia di Frank, ma quando chiede alla madre delle spiegazioni, si rifiuta categoricamente di credere al suo racconto del viaggio nel tempo.
Nel frattempo, Brianna conosce l'attivista per l'Indipendenza della Scozia Gillian Edgars, che Claire riconoscerà presto come Geillis Duncan.
Il giorno della Battaglia di Culloden nel 1746, Jamie insiste che Claire si metta in salvo tornando indietro attraverso il cerchio di pietre a Craigh na Dun, soprattutto avendo capito che la moglie è nuovamente incinta.
Sempre nel 1968, Claire scopre che Roger è un discendente diretto del bambino di Geillis e Dougal. Una volta capite le intenzioni della ragazza di andare volontariamente nel passato, per prevenire la morte di Geillis, Claire con al seguito una Brianna molto scettica e Roger, tenta di imperirle di viaggiare indietro nel tempo attraverso le pietre, o quanto meno di avvertirla di prestare attenzione nel passato. I tre arrivano però troppo tardi, ma vedendo con i propri occhi Gillian scomparire attraverso la pietra Brianna si convince che sua madre le abbia raccontato la verità. 
Poco dopo Roger rivela a Claire di aver fatto un'ulteriore scoperta mentre aiutava Brianna: Jamie non è morto a Culloden.
- Durata: 88 minuti
- Guest star: Romann Berrux (Fergus), Scott Kyle (Ross), James Robinson (Greg Edgars), Iona Claire (Fiona Graham), Carol Ann Crawford (Signora Berrow), Charles Jamieson (Signor Berrow), Dawn Chandler (impiegata della documentazione), Tim Licata (turista di Culloden), Nick Cheales (marito di Culloden), Fiona Ormiston (moglie di Culloden), Clunie Mackenzie (donna sulla tomba di Culloden), Ross Owen (highlander).
- Ascolti USA: telespettatori 1 154 000 – rating 18-49 anni 0,1%[15]